# Landkreis Bitterfeld

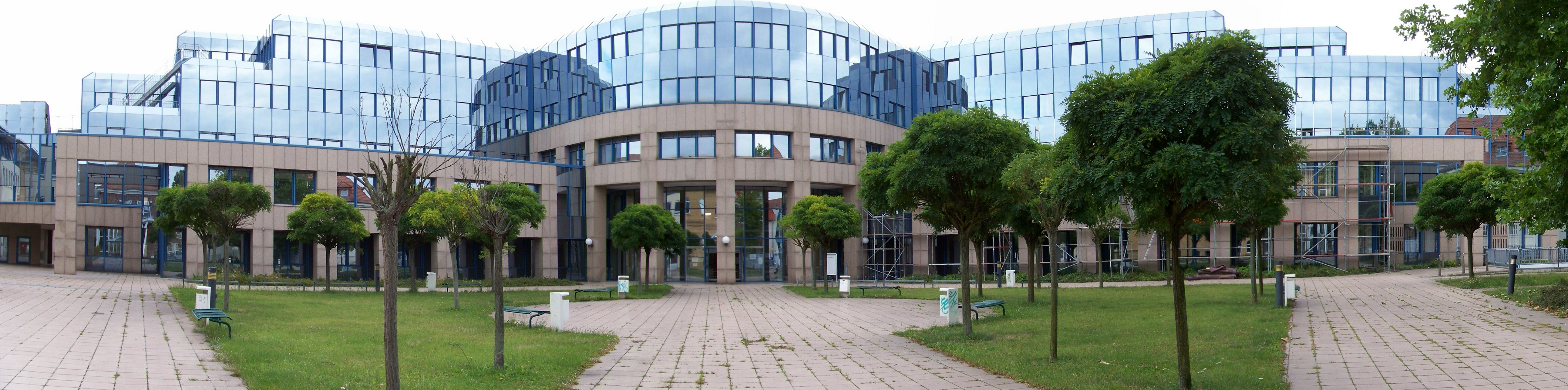
Landratsamt Bitterfeld

Der Landkreis Bitterfeld war ein Landkreis im Südosten des Bundeslandes Sachsen-Anhalt. Nachbarkreise waren im Norden die kreisfreie Stadt Dessau, im Nordosten der Landkreis Wittenberg, im Südosten der sächsische Landkreis Delitzsch, im Südwesten der Saalkreis und im Westen der Landkreis Köthen. Der Landkreis kam zum Landkreis Anhalt-Bitterfeld.

## Besiedlungsgeschichte
Siedlungsspuren im Gebiet des Landkreises reichen bis in die Jungsteinzeit zurück. Zahlreiche archäologische Funde stammen aus der Fuhneaue und der Dübener Heide. In der Dübener Heide sind eine Vielzahl von Hügelgräbern aus der Zeit der Lausitzer Kultur bekannt. Neben archäologischen Funden aus der Eisenzeit, die sowohl latènezeitliche (keltische) als auch germanische Einflüsse zeigen, belegen Funde ab dem 9. Jahrhundert eine Besiedlung des Raumes durch slawische Bevölkerung. Weitere Spuren slawischer Besiedlung zeigen sich in zahlreichen Ortsnamen. Bemerkenswert sind flämischen Siedler im Bereich Bitterfeld, die für das 12. Jahrhundert belegt sind. Große Bedeutung erlangten die Grafen von Brehna, in deren Grafschaft das Gebiet des Landkreises Bitterfeld lag.

## Verwaltungsgeschichte
Der preußische Landkreis Bitterfeld entstand im Jahr 1816, als Preußen infolge des Wiener Kongresses 1815 einen Teil des Königreiches Sachsen zugesprochen bekam. Hieraus entstand die preußische Provinz Sachsen zu dessen Regierungsbezirk Merseburg der neu geschaffene Kreis Bitterfeld gehörte. Das Kreisgebiet bestand aus den ehemaligen Ämtern Bitterfeld, Zörbig, Gräfenhainichen, Düben und Teilen der Ämter Delitzsch und Lauchstädt.
Bei einem Gebietsaustausch zwischen Preußen und Anhalt am 1. April 1942 wurden die preußischen Exklavenorte Möst bei Schierau, Pösigk, Priorau, Repau und Schierau mit dem Grenzort Goltewitz dem anhaltischen Landkreis Dessau-Köthen zugeordnet. Im Gegenzug kam der anhaltische Grenzort Wadendorf zum preußischen Landkreis Bitterfeld.
Größere territoriale Veränderungen traten nach über 130 Jahren erst mit dem „Gesetz zur Änderung der Kreis- und Gemeindegrenzen“ vom 9. Juni 1950 ein. In dessen Folge gelangten einige ehemals dem Herzogtum Anhalt zugehörige Städte und Gemeinden (z. B. Raguhn und Jeßnitz) an den Landkreis Bitterfeld. Im Westen des Landkreises fielen die Gemeinden Drehlitz, Drobitz, Köseln, Kütten, Mösthinsdorf, Ostrau, Plötz und Werderthau an den Saalkreis. Im Süden kam die Gemeinde Döbern aus dem Landkreis Delitzsch zum Landkreis Bitterfeld.
Die DDR-Verwaltungsreform von 1952 mit dem „Gesetz über die weitere Demokratisierung des Aufbaus und der Arbeitsweise der staatlichen Organe in den Ländern der DDR“ vom 23. Juli 1952 brachte nicht nur die Schaffung der Bezirke, sondern auch umfangreiche territoriale Veränderungen auf Kreisebene. Die Stadt Düben gelangte mit umliegenden Ortschaften zum Kreis Eilenburg in den Bezirk Leipzig. Gleichzeitig wurden östliche Gebiete des Kreises dem neu geschaffenen Kreis Gräfenhainichen zugeordnet. Der Kreis Bitterfeld gehörte von nun an zum Bezirk Halle.

## Politik

### Landräte
- 1990–1994 Reinhard Thiel (CDU)
- 1994–2001 Horst Emil Tischer (SPD)
- 2001–2007 Uwe Schulze (CDU)[3]

### Wappen
| | Blasonierung: „Geviert; Feld 1 und 4: in Silber drei (2:1) rote Seeblätter; Feld 2: in Gold ein schwarzer, rotbewehrter Löwe; Feld 3: in Gold zwei blaue Pfähle.“ |
| Wappenbegründung: Die Farben des ehemaligen Landkreises sind Schwarz - Gelb (Gold). Der Kreis besteht aus Gebieten, die im Wesentlichen auf Teile der ehemaligen Grafschaft Brehna und auf Teile der ehemaligen Markgrafschaft Landsberg zurückgehen. Bitterfeld und Gräfenhainichen und das dazugehörige Gebiet gehörten zur Grafschaft Brehna, Zörbig und Düben zur Mark Landsberg. In den Wappen der Städte kommt noch heute diese alte Zugehörigkeit zum Ausdruck: Bitterfeld und Brehna führen 3 rote Seeblätter, das Wappen der bereits 1290 ausgestorbenen Grafen von Brehna, in ihren Wappen. Die Mark Landsberg führte im Wappen 2 blaue Pfähle in Gold, wie sie auch heute noch im Wappen der beiden Städte Zörbig und Düben zu sehen sind. Der westliche Teil des Kreises mit dem Burgwart Zörbig ging in der Wettiner Grafschaft und diese wieder in der Markgrafschaft Meißen auf. Um auch die Zugehörigkeit zu Meißen zum Ausdruck zu bringen, ist dem Wappen der meißnische Löwe hinzugefügt worden. Das Wappen wurde vom Staatsarchivrat Otto Korn aus Magdeburg gestaltet, am 15. Februar 1939 durch das Preußische Staatsministerium verliehen und am 28. Februar 1995 durch das Ministerium des Innern bestätigt. | |

### Flagge
Die Flagge wurde am 25. Oktober 1995 durch das Ministerium des Innern genehmigt.
Die Flagge war schwarz - gelb (1:1) längsgestreift. Das Wappen mittig auf die Flagge aufgelegt.

## Verkehrsgeschichte
Anschluss an ein reguläres Wegenetz erhielt der Kreis Bitterfeld 1823 mit Anbindung an die Chaussee von Berlin über Halle (Saale) nach Kassel. Ihr Verlauf entspricht im Kreisgebiet der heutigen Bundesstraße 100. Die im Jahr 1840 von der Magdeburg-Leipziger Eisenbahn-Gesellschaft eröffnete Strecke Magdeburg – Halle (Saale) schloss den Kreis Bitterfeld an das noch junge deutsche Bahnnetz an. Allerdings war der Nutzen gering, da die Linie nur den westlichen Teil des Kreises berührte. Die Situation verbesserte sich, als Bitterfeld 1857 eine Bahnverbindung nach Dessau erhielt und an das Netz der Berlin-Anhaltische Eisenbahn angeschlossen wurde. Bereits zwei Jahre später entstanden Verbindungen nach Leipzig, Halle (Saale) und Wittenberg. Bitterfeld wurde damit 1859 zu einem Bahnknoten und bot eine hervorragende Ausgangslage für die Entwicklung der einheimischen Braunkohlen- und Steinzeugindustrie. Ergänzt wurde das Bahnnetz 1897 mit der Linie Bitterfeld – Stumsdorf, die den Bahnknoten Bitterfeld direkt mit der Linie Magdeburg – Halle (Saale) verband. 1868 wurde die Kreischaussee Bitterfeld – Zörbig eröffnet. Das Bahnprojekt Bitterfeld – Düben, das um die Jahrhundertwende heftig diskutiert wurde, kam nicht zur Verwirklichung. Dagegen konnte der Kreis Bitterfeld 1911 auf elektrischen Zugverkehr verweisen. Die erste normalspurige Vollbahnstrecke des deutschen Reiches nahm ihren Betrieb auf. Gespeist wurde die Bahnlinie mit Energie aus dem nahegelegenen Reichsbahnkraftwerk Muldenstein. Mit Beginn des Ersten Weltkrieges wurde der elektrische Betrieb eingestellt und erst 1922/1923 wieder aufgenommen. Bitterfeld war nun Teil des Mitteldeutschen Ringes, der von Magdeburg über Dessau nach Halle (Saale) und Leipzig verlief. Die Reichsautobahn von Berlin nach Nürnberg (die heutige BAB 9) berührte den Kreis und wurde 1936 eröffnet. Drei Auf- und Abfahrten befanden sich im Kreis: Dessau-Süd, Zörbig (heute Abfahrt Wolfen) und Brehna.

## Städte und Gemeinden
(Einwohner am 31. Dezember 2006)
Einheitsgemeinden
1. Sandersdorf (9.552)
2. Zörbig, Stadt (9.597)

Verwaltungsgemeinschaften mit ihren Mitgliedsgemeinden
| Sitz der Verwaltungsgemeinschaft * | |
| - 1. Verwaltungsgemeinschaft Bitterfeld 1. Bitterfeld, Stadt * (15.646) 2. Brehna, Stadt (2.956) 3. Friedersdorf (1.959) 4. Glebitzsch (659) 5. Holzweißig (3.169) 6. Mühlbeck (950) 7. Petersroda (617) 8. Roitzsch (2.591) - 2. Verwaltungsgemeinschaft Muldestausee-Schmerzbach 1. Burgkemnitz (822) 2. Gossa (885) 3. Gröbern (642) 4. Krina (718) 5. Muldenstein (2.154) 6. Plodda (455) 7. Pouch (1.702) 8. Rösa (916) 9. Schlaitz * (1.003) 10. Schwemsal (663) | - 3. Verwaltungsgemeinschaft Raguhn 1. Altjeßnitz (489) 2. Jeßnitz (Anhalt), Stadt (3.681) 3. Marke (396) 4. Raguhn, Stadt * (3.696) 5. Retzau (389) 6. Schierau (839) 7. Thurland (434) 8. Tornau vor der Heide (490) - 4. Verwaltungsgemeinschaft Wolfen 1. Bobbau (1.661) 2. Greppin (2.763) 3. Thalheim (1.503) 4. Wolfen, Stadt * (24.288) |

## Kfz-Kennzeichen
Anfang 1991 erhielt der Landkreis das Unterscheidungszeichen BTF. Es wurde bis zum 30. Juni 2007 ausgegeben. Seit dem 27. November 2012 ist es aufgrund der Kennzeichenliberalisierung im Landkreis Anhalt-Bitterfeld erhältlich.